# 东安路 (上海)
东安路，是中国上海市徐汇区的一条道路。该路为南北走向，北起肇嘉浜路，南至龙腾大道。东安路在零陵路以北部分是一条单行道，仅允许北向南单向通行。
东安路于20世纪初修建，当时名称为东庙桥路，因当时肇嘉浜上东庙桥而得名。1964年以湖南东安改今名。随着徐汇滨江地区的开发，2010年路南端由中山南二路延伸至龙腾大道。
沿线有肇嘉浜路站、东安路站、船厂路站三个轨交站点。

## 交汇道路
- 肇嘉浜路
- 斜土路
- 零陵路
- 中山南二路
- 龙华中路
- 龙腾大道

## 机构单位
- 复旦大学枫林校区
- 复旦大学附属肿瘤医院
- 青松城（上海市老干部活动中心）
- 上海绿地中心